# Castirla
Castirla (in corso Castirla) è un comune francese di 191 abitanti situato nel dipartimento dell'Alta Corsica nella regione della Corsica.

## Società

### Evoluzione demografica
Abitanti censiti